# Andrew Cyrille

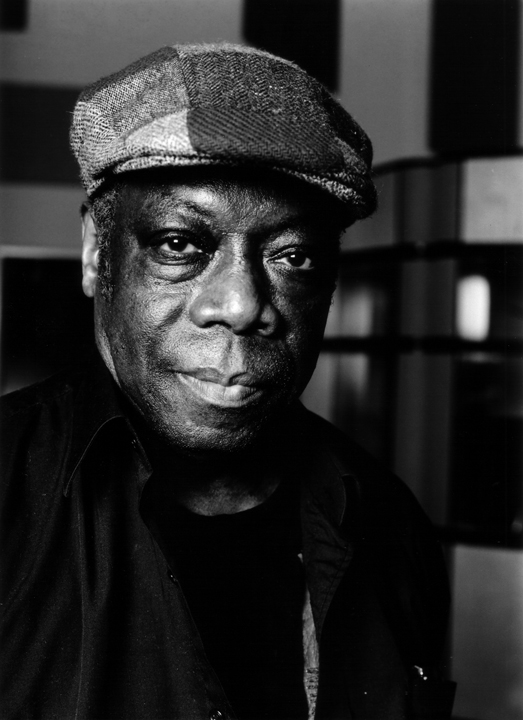
Andrew Cyrille

Andrew Cyrille (* 10. November 1939 in Brooklyn, New York City) ist ein US-amerikanischer Jazz-Schlagzeuger.

## Leben und Wirken
Nach Privatunterricht, u. a. bei Philly Joe Jones, arbeitete er seit Ende der 1950er mit Roland Hanna, Illinois Jacquet, Walt Dickerson oder Roland Kirk. Seit 1965 spielte er zehn Jahre lang in der Gruppe von Cecil Taylor. Anschließend hat er eine eigene Gruppe mit David S. Ware gegründet, trat 1976 bei den Wildflowers Loft-Sessions auf, tourte mit Carla Bley und spielte mit den Ensembles von Anthony Braxton. Marilyn Crispell, Reggie Workman, Horace Tapscott (The Dark Tree) und David Murray. Er nahm weiterhin Platten mit James Newton, mit Peter Brötzmann, mit Richard Teitelbaum und mit Irène Schweizer auf. Zu hören ist er u. a. auf Ivo Perelmans Album Embracing the Unknown (2024).
In seine spielerische Konzeption geht Abstraktion ebenso ein wie konventioneller Jazz und afrikanisch geprägte Musik. Er ist ein Schlagzeuger, der immer kompositorisch denkt und den Überblick über das musikalische Geschehen behält. 2020 erhielt er den Doris Duke Award.

## Diskographische Hinweise
Alben unter eigenem Namen
- What About? (BYG Records, 1969), Solo-Album
- Metamusician's Stomp (Black Saint, 1978) mit David S. Ware, Ted Daniel
- Nuba (Black Saint, 1979) Jimmy Lyons, Jeanne Lee
- The Navigator (Soul Note, 1982)
- Irène Schweizer/Andrew Cyrille (Intakt, 1988)
- The X-Man (Soul Note, 1993) mit James Newton, Anthony Cox
- Good to Go, with a Tribute to Bu (Soul Note) mit James Newton, Lisle Atkinson
- Andrew Cyrille & Haitian Fascination: Route de Freres (TUM, 2011)
- Andrew Cyrille & Bill McHenry: Proximity (Sunnyside, 2016)
- Andrew Cyrille Quartet: The Declaration of Musical Independence, mit Bill Frisell, Richard Teitelbaum und Ben Street (ECM, 2016)
- Najwa (2017)
- Lebroba (ECM, 2018), mit Wadada Leo Smith und Bill Frisell
- Andrew Cyrille Quartet: The News, mit Bill Frisell, David Virelles und Ben Street (ECM, 2021)
- Andrew Cyrille, William Parker & Enrico Rava: 2 Blues for Cecil (TUM, 2022)

Alben als Begleitmusiker
- Geri Allen: The Printmakers (1984)
- Charles Brackeen: Worshippers Come Nigh (1988)
- Anthony Braxton: Eight (+3) Tristano Compositions 1989: For Warne Marsh (1989)
- David Murray-James Newton Quintet (DIW, 1991) mit John Hicks, Fred Hopkins und Cyrille
- Horace Tapscott: Aiee! The Phantom (Arabesque Jazz, 1996)
- Trio 3 + Geri Allen: Celebrating Mary Lou Williams (Live at Birdland New York) (2011) mit Oliver Lake, Reggie Workman
- Bill Frisell / Andrew Cyrille / Kit Downes: Breaking the Shell (2024)
- Jakob Bro, Lee Konitz, Bill Frisell, Jason Moran, Thomas Morgan, Andrew Cyrille: Taking Turns (ECM, 2024), Avatar Studios, New York City, März 2014